# Ursa, Illinois
Ursa är en ort (village) i Adams County i delstaten Illinois, USA. Vid folkräkningen år 2000 uppgick antalet invånare till 595. Den har enligt United States Census Bureau en area på 1,8 km², varav allt är land.